# Christian Perrissin
 (avril 2019).
Si vous disposez d'ouvrages ou d'articles de référence ou si vous connaissez des sites web de qualité traitant du thème abordé ici, merci de compléter l'article en donnant les références utiles à sa vérifiabilité et en les liant à la section « Notes et références ».
Christian Perrissin, né le 1er janvier 1964 en France, est scénariste de bande dessinée.

## Biographie
Christian Perrissin fréquente les Beaux-Arts d'Annecy puis l'atelier BD des Arts appliqués Duperré à Paris, mais préfère se diriger vers l'écriture. Entre 1987 et 1990, il se forme au scénario auprès d'Yves Lavandier.
En 1992, paraît À la poursuite du prince charmant, premier album de la série Hélène Cartier créée avec le dessinateur Buche.
Parallèlement, Christian Perrissin travaille pour Bayard Presse, écrit pour des séries télé (Tribunal et Docteur Sylvestre) et se lance sur un projet cinéma dans le cadre d'un atelier financé par Canal + Écriture.
Il crée, avec Daniel Redondo au dessin, le cycle de La Jeunesse de Barbe-Rouge. Puis, avec Marc Bourgne comme dessinateur, il continue la série Barbe-Rouge, succédant ainsi à Jean-Michel Charlier et à Jean Ollivier.
Il rencontre le dessinateur d'origine croate Boro Pavlovic en 2002 et ils décident de travailler ensemble sur une nouvelle série : El Niño.
En 2005, en collaboration avec le dessinateur italien Enea Riboldi, il écrit la série Cap Horn.
Entre 2007 et 2012 paraissent les trois tomes de Martha Jane Cannary : la vie aventureuse de celle que l'on nommait Calamity Jane, scénarisés par Perrissin et illustrés par Matthieu Blanchin (éd. Futuropolis), « fiction historique » retraçant la vie de Calamity Jane, qui reflète la qualité de la documentation historique sur la conquête de l'Ouest,. Le premier volume reçoit le Prix Ouest-France / Quai des bulles festival de Saint-Malo 2008 et devient l'un des cinq albums lauréats du prix Essentiel au Festival d'Angoulême 2009. Il fait aussi partie des cinq albums finalistes en 2008 pour le grand prix de la critique. Le volume deux fait l'objet d'une exposition à Quai des bulles en 2009. Le volume trois est remarqué dans La Croix.
En 2016, lors du festival BD à Bastia, les planches de Blanchin figurent dans une exposition collective Western For Ever.

## Œuvres
- Hélène Cartier (Alpen Publishers)
  1. À la poursuite du Prince Charmant (1992)
  2. La Rivière du Grand Détour (1993)
- La jeunesse de Barbe-Rouge (Dargaud)
  1. Les Frères de la côte (1996)
  2. La Fosse aux lions (1997)
  3. Le Duel du capitaine (1998)
  4. L'Île du démon rouge (1999)
  5. Les Mutinés de Port-Royal (2001)
- Barbe-Rouge (Dargaud)
  - 32. L'Ombre du démon (1999)
  - 33. Les Chemins de l'Inca (2000)
  - 34. Le Secret d'Elisa Davis T1 (2001)
  - 35. Le Secret d'Elisa Davis T2 (2004)
- El Niño (Les Humanoïdes Associés) dessin : Boro Pavlovic
  1. La Passagère du Capricorne (2002)
  2. Rio Guayas (2003)
  3. L'Archipel des Badjos (2004)
  4. Les Oubliées de Kra (2005)
  5. Le Paria de Célèbes (2006)
  6. Le Vent des 120 jours (2008)
  7. Les Passes de l'Hindou Kouch (2009)
- Cap Horn (Les Humanoïdes Associés)  dessin : Enea Riboldi
  1. La Baie Tournée vers l'Est (2005)
  2. Dans le Sillage des Cormorans (2009)
  3. L'ange noir du Paramo (2011)
  4. Le prince de l'âme (2013)
- Martha Jane Cannary - La vie aventureuse de celle que l'on nommait Calamity Jane, éd. Futuropolis, avec Matthieu Blanchin

1. Les années 1852-1869, (2008) - (Sélection officielle du Festival d'Angoulême 2009)
2. Les années 1870-1876 (2009)
3. Les dernières années 1877-1903 (2012)

- La Colline aux mille croix (Futuropolis) (2009) (écrit avec Déborah Renault et dessiné par Christian Perrissin lui-même)
- Les Munroe (Glenat)  dessin: Boro Pavlovic
  1. La Vallée du Rift (2010)
  2. Magadi Train (2011)
  3. Les Larmes de Kibera (2012)
  4. S'il pleut à Kijambe (2013)
- Kongo : le ténébreux voyage de Josef Teodor Konrad Korzneniowski (Futuropolis, 2013) dessin : Tom Tirabosco. Raconte le voyage de Joseph Conrad au cours duquel il écrivit Au cœur des ténèbres
- Là où naît la brume, scénario de Christian Perrissin, dessin de Christophe Gaultier, Rue de Sèvres, 2017
- Une vie : Winston Smith (1903-1984) : la biographie retrouvée, dessin de Guillaume Martinez, Futuropolis[10]. 
  1. 1916, Land priors (2015)
  2. 1917-1921, King's scholar (2016)
  3. Mars 1925-avril 1926, a Chinese year (2017)
  4. 1937, Spanish Circus (2019)

## Prix
- 2008 : Prix Ouest-France / Quai des bulles festival de Saint-Malo pour le premier volume de Martha Jane Cannary, avec Matthieu Blanchin[4]
- 2009 : « Essentiel » d'Angoulême pour Martha Jane Cannary
- 2013 : Prix Rodolphe-Töpffer pour Kongo : Le ténébreux voyage de Józef Teodor Konrad Korzeniowski (avec Tom Tirabosco)